# نانتيكوك
نانتيكوك (بالإنجليزية: Nanticoke, Pennsylvania)‏ هي مدينة تقع في مقاطعة لوزيرن (بنسيلفانيا) بولاية بنسيلفانيا في الولايات المتحدة. تبلغ مساحة هذه المدينة (كم²)، بلغ عدد سكانها 10465 نسمة في عام 2010 حسب إحصاء مكتب تعداد الولايات المتحدة.

## الموقع الجغرافي
الموقع الجغرافي للمناطق المحيطة بهذه النقطة هو كالتالي:

## أعلام
- جاك إيفانز
- نيك آدامز
- إد سبنسر
- بيت غراي
- هاري تومسون

## وصلات خارجية
- The US50 - Cities and Towns in Pennsylvania State

قالب:مدن بنسيلفانيا